# Bobbi Kristina Brown

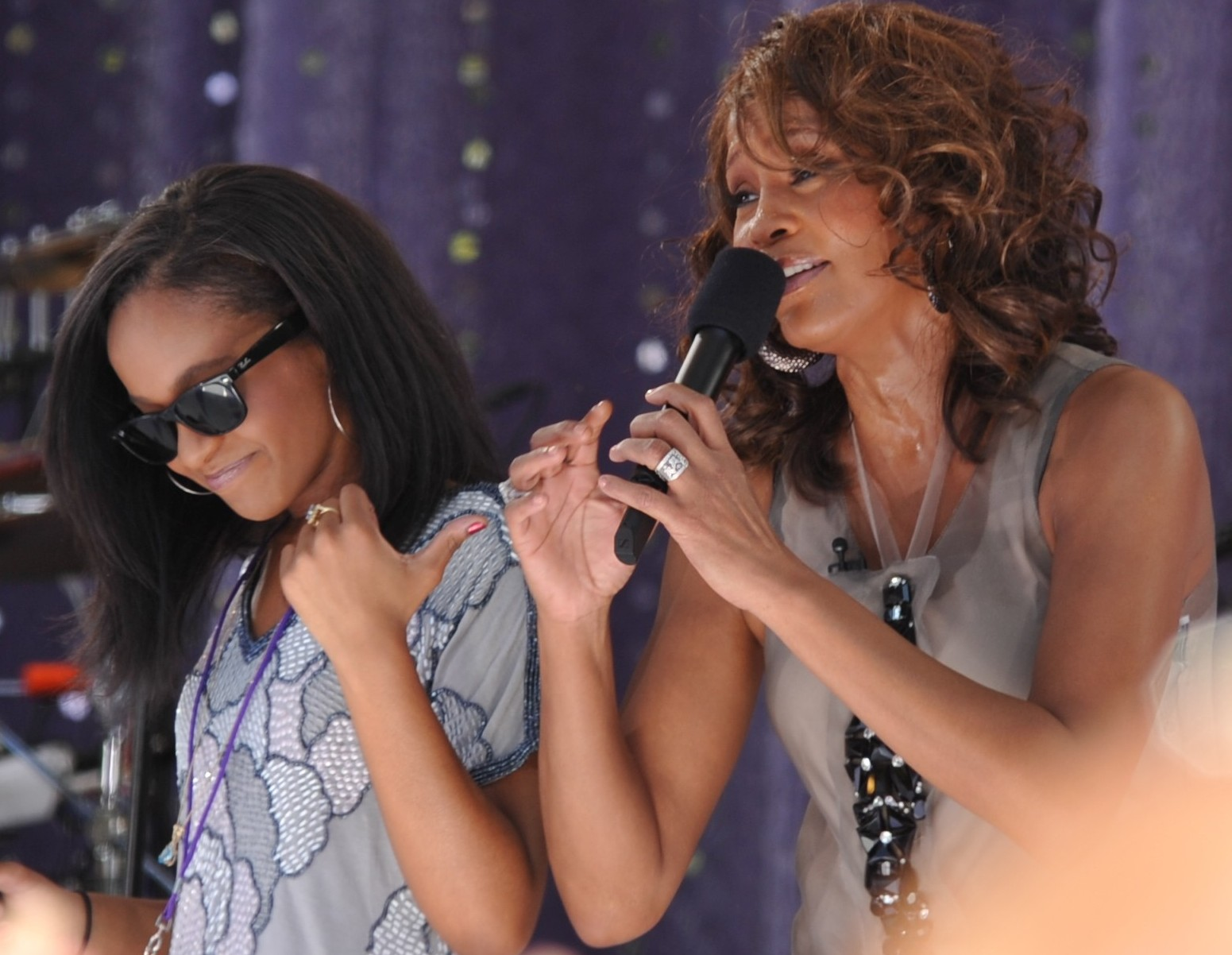
Kristina Brown mit ihrer Mutter Whitney Houston (2009)

Bobbi Kristina Brown (* 4. März 1993 in Livingston, New Jersey; † 26. Juli 2015 in Duluth, Georgia) war eine US-amerikanische Sängerin und Schauspielerin. Sie war die Tochter der Soul-Sängerin Whitney Houston und des R&B-Sängers Bobby Brown sowie die Enkelin der Gospel- und Soul-Sängerin Cissy Houston.

## Leben und Wirken
Schon im Alter von zwölf Jahren spielte Bobbi Kristina Brown in der Reality Show ihres Vaters mit und war Cheerleaderin an ihrer Schule. Sie hatte im Jahr 2009 einen gemeinsamen Fernsehauftritt im New Yorker Central Park mit ihrer Mutter Whitney Houston. Als Sängerin begleitete Brown ihre Mutter bei einigen Konzerten in den Jahren 1999, 2009 und 2012. 2003 nahm sie mit ihrer Mutter das Duett Little Drummer Boy für deren Album One Wish: The Holiday Album auf, Das Album platzierte sich in den US-Billboard-Charts auf Platz 49.
Im März 2011 wurden Fotos veröffentlicht, die Brown beim Schnupfen von Kokain zeigten, was sie allerdings bestritt. Nach dem Tod ihrer Mutter am 11. Februar 2012 erlitt Brown einen Nervenzusammenbruch und wurde in das Cedars-Sinai Medical Center eingewiesen. In der Folgezeit wurde sie regelmäßige Konsumentin harter Drogen wie Heroin, des Opioids Oxycodon und des Benzodiazepins Xanax. Bei den Billboard Music Awards im Mai 2012 nahm sie für ihre verstorbene Mutter den Millennium Award entgegen.
2012 erhielt sie durch einen Freund ihrer Mutter, Tyler Perry, eine Gastrolle als Rezeptionistin Tina in der Fernsehserie Tyler Perry’s For Better or Worse. Im Oktober 2012 gab sie ihre Verlobung und 2013 ihre Heirat mit Nick Gordon bekannt. Ihr Vater Bobby Brown ließ jedoch im Februar 2015 über einen Anwalt die Eheschließung dementieren („is not and has never been married to Nick Gordon“).
Ab Februar 2014 arbeitete Brown zusammen mit Daphne Barak an einem Dokumentarfilm über ihre Mutter.

## Tod
Kurz vor ihrem Tod äußerte Brown angesichts ihrer Suchterkrankung die Befürchtung, dass sie so enden würde wie ihre Mutter: “I’ll end up like Mom”. Am 31. Januar 2015 wurde sie in ihrem Haus bewusstlos in der Badewanne aufgefunden. Sie wurde zunächst ins North Fulton Hospital gebracht, später in das größere Emory University Hospital. Da sich ihr Zustand trotz aller medizinischen Bemühungen weiter verschlechterte, wurde sie Ende Juni 2015 schließlich in ein Hospiz verlegt. Dort starb sie vier Wochen später im Alter von 22 Jahren. Als Todesursache wurden Hirnschäden zusammen mit einer Lungenembolie festgestellt, die durch den gleichzeitigen Missbrauch von Alkohol, Marihuana, Opioiden und einem Kokain-Ersatzpräparat eingetreten waren. Am 18. November 2016 wurde bekannt, dass Browns Ex-Verlobter Nick Gordon im Zivilverfahren von einem Richter in Atlanta, Georgia, zu einer Schadenersatzzahlung von 36 Millionen US-Dollar verurteilt worden war, weil er ihr diesen tödlichen Cocktail während eines „Kokain- und Alkoholgelages“ verabreicht haben soll. Gordon selbst starb im Januar 2020 an den Folgen einer Heroin-Überdosis.

## Diskografie
- Little Drummer Boy (Duett mit Whitney Houston auf deren Album  One Wish: The Holiday Album)

## Fernsehauftritte

### Reality-Shows
- 2005: Being Bobby Brown (Bravo)
- 2012: The Houstons: On Our Own (Lifetime Television)

### Fernsehserie
- 2012: Tyler Perry's For Better or Worse (Comedy-Drama-Serie, TBS)

Brown war 2009 in der Oprah Winfrey Show und 2012 in der Fernsehshow Oprah’s Next Chapter zu sehen.